# Takifugu basilevskianus
Takifugu basilevskianus és una espècie de peix de la família dels tetraodòntids i de l'ordre dels tetraodontiformes.